# Pelion (Caroline du Sud)
Pour les articles homonymes, voir Pelion.
Pelion est une localité du comté de Lexington en Caroline du Sud.
Sa population était de 674 habitants en 2010.

## Démographie
| 1920 | 1930 | 1940 | 1950 | 1960 | 1970 |
| ---- | ---- | ---- | ---- | ---- | ---- |
| 184  | 200  | 212  | 196  | 233  | 216  |

| 1980 | 1990 | 2000 | 2010 | - | - |
| ---- | ---- | ---- | ---- | - | - |
| 213  | 336  | 553  | 674  | - | - |